# 小行星7807
小行星7807（英語：7807 Grier）是一颗围绕太阳公转的小行星。1975年9月30日，舒爾特·巴斯在帕洛马山发现了此天体。
这颗小行星的绝对星等为52.27513872941844等。